# Nguyễn Huy Cảnh
Nguyễn Huy Cảnh sinh năm (1968), là một sĩ quan cấp cao trong Quân đội nhân dân Việt Nam, quân hàm Trung tướng. Ông hiện là Cục trưởng Cục Tác chiến Quân đội nhân dân Việt Nam, ông nguyên là Phó Tư lệnh kiêm tham mưu trưởng Quân khu 1.

## Thân thế và binh nghiệp
Thiếu tướng Nguyễn Huy Cảnh sinh 1968,  Quê quán Thôn Nam Hoà- Xã Xương Lâm - Huyện Lạng Giang- Bắc Giang.
Trước năm 2015, ông là Sư đoàn trưởng Sư đoàn 325, Quân đoàn 2.
Tháng 6 năm 2015, ông được bổ nhiệm giữ chức Phó Tư lệnh kiêm Tham mưu trưởng Quân đoàn 2.
Tháng 1 năm 2017, ông giữ chức Tư lệnh Quân đoàn 2.
Tháng 9 năm 2017, ông được thăng quân hàm Thiếu Tướng.
Từ ngày 05 tháng 11 năm 2019 đến ngày 03 tháng 02 năm 2020, ông tham gia Lớp Bồi dưỡng kiến thức mới cho cán bộ quy hoạch cấp chiến lược khóa XIII của Đảng tại Học viện Chính trị quốc gia Hồ Chí Minh.
Ngày 09 tháng 6 năm 2020, Tại Quyết định số 793/QĐ-TTg, Thủ tướng Chính phủ bổ nhiệm Thiếu tướng Nguyễn Huy Cảnh, Tư lệnh Quân đoàn 2, giữ chức Phó Tư lệnh kiêm Tham mưu trưởng Quân khu 1, Bộ Quốc phòng
Chiều ngày 28 tháng 3 năm 2024, Bộ tư lệnh Quân khu 1 tổ chức hội nghị bàn giao nhiệm vụ Tham mưu trưởng Quân khu giữa Thiếu tướng Nguyễn Huy Cảnh và Đại tá Lê Xuân Thuân, Phó tham mưu trưởng Quân khu. Trung tướng Nguyễn Hồng Thái, Ủy viên Trung ương Đảng, Tư lệnh Quân khu chủ trì hội nghị
Theo quyết định của Bộ Quốc phòng, Thiếu tướng Nguyễn Huy Cảnh được điều động giữ chức vụ Cục trưởng Cục Tác chiến, Bộ Tổng Tham mưu Quân đội nhân dân Việt Nam và bàn giao nhiệm vụ Tham mưu trưởng Quân khu cho Đại tá Lê Xuân Thuân.
Tháng 8 năm 2024, ông được thăng quân hàm Trung Tướng.

## Lịch sử thụ phong quân hàm
| Năm thụ phong | 2014   | 2017        | 2024        |
| Cấp bậc       |        |             |             |
| Danh Xưng     | Đại tá | Thiếu tướng | Trung tướng |